# Cold and Bouncy
Cold and Bouncy (с англ. — «Холодная и упругая») — четвёртый студийный альбом британской авант-поп группы The High Llamas, изданный 27 января 1998 года на лейбле V2 Records. По словам лидера группы Шона О’Хагана, название отсылает к «парадоксальному» сочетанию «холодных» или цифровых звуков и «упругих» ритмов электроники.

## Отзывы
| Оценки критиков | Оценки критиков |
| Источник        | Оценка          |
| --------------- | --------------- |
| AllMusic        | [ 3 ]           |
| Wall of Sound   | 73/100          |

Рецензия Billboard гласила: «Мастера вызывать в памяти звуки и дух таких мэтров американской поп-музыки, как Брайан Уилсон и Берт Бакарак, High Llamas из Великобритании теперь обращают своё внимание на европейскую музыку саундтреков, плавные ритмы босса-новы и немецкую электронную музыку 70-х годов… В основном инструментальный альбом играет со всеми видами поп-экзотики, но при этом каким-то образом умудряется звучать современно. Плавный поворот налево от группы, которая всегда держит своих поклонников начеку».
Стивен Томас Эрлевайн из AllMusic написал следующее: «Холодная и упругая — во многом точное описание музыки High Llamas. На первый взгляд, она лёгкая и воздушная, с пружинистыми или вздыхающими мелодиями, иногда довольно подробными, но именно это внимание к деталям удерживает музыку на эмоциональном расстоянии… Хотя это и не марафон Hawaii, альбом все же слишком длинный, он длится больше часа. Вместо того чтобы добавить глубины, длина затрудняет усвоение идей О’Хагана, и к концу записи кажется, что у него есть только вариации на несколько тем. Однако, когда альбом потребляется небольшими дозами, талант О’Хейгана к аранжировке и звуковым деталям горит ярко».

## Список композиций
Слова и музыка всех песен — Sean O'Hagan.
| №                   | Название               | Длительность |
| ------------------- | ---------------------- | ------------ |
| 1.                  | «Twisto Teck»          | 0:45         |
| 2.                  | «The Sun Beats Down»   | 3:48         |
| 3.                  | «HiBall Nova Scotia»   | 4:59         |
| 4.                  | «Tilting Windmills»    | 4:10         |
| 5.                  | «Glide Time»           | 4:32         |
| 6.                  | «Bouncy Glimmer»       | 1:15         |
| 7.                  | «Three Point Scrabble» | 5:24         |
| 8.                  | «Homespin Rerun»       | 5:22         |
| 9.                  | «Painters Paint»       | 3:50         |
| 10.                 | «Evergreen Vampo»      | 3:40         |
| 11.                 | «Showstop Hip Hop»     | 6:09         |
| 12.                 | «Over the River»       | 3:59         |
| 13.                 | «End on Tick Tock»     | 1:44         |
| 14.                 | «Didball»              | 4:03         |
| 15.                 | «Jazzed Carpenter»     | 4:18         |
| 16.                 | «Lobby Bears»          | 4:41         |
| Общая длительность: | Общая длительность:    | 1:02:39      |

| №                   | Название                         | Ремиксер                | Длительность |
| ------------------- | -------------------------------- | ----------------------- | ------------ |
| 1.                  | «Showstop Hic Hup»               | Mouse on Mars           | 6:36         |
| 2.                  | «Homespin Rerun»                 | Cornelius               | 6:12         |
| 3.                  | «Homerun Ubershow»               | Schneider TM            | 7:37         |
| 4.                  | «Mini-Management»                | Jim O’Rourke            | 8:25         |
| 5.                  | «The Space Raid Remix»           | Кид Локо                | 7:47         |
| 6.                  | «Reflections in a Plastic Glass» | Stock, Hausen & Walkman | 5:13         |
| 7.                  | «Milting Tindmills»              | The High Llamas         | 4:18         |
| Общая длительность: | Общая длительность:              | Общая длительность:     | 46:08        |